# Spór o inwestyturę

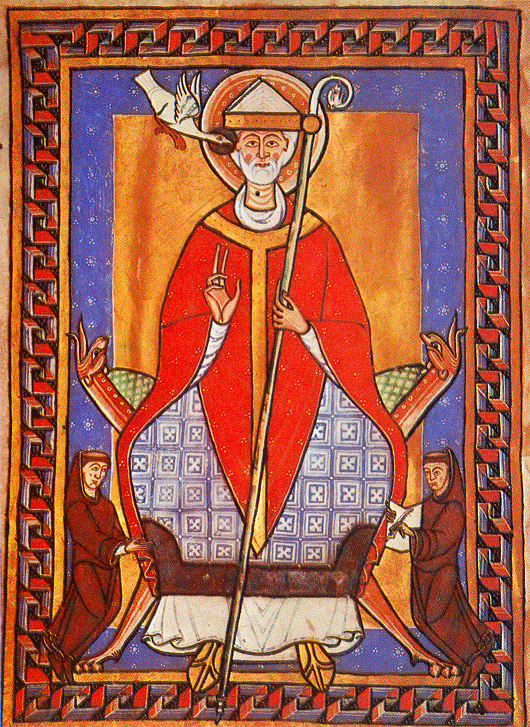
Papież Grzegorz VII

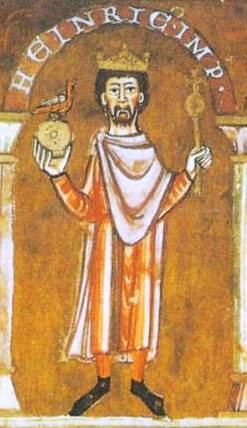
Cesarz Henryk IV

Spór o inwestyturę – spór między cesarstwem a papiestwem o mianowanie biskupów. Spór ten w istocie dotyczył przywództwa w ówczesnym świecie chrześcijańskim, ponieważ obozy papieski (gregoriański) i cesarski chciały realizować sprzeczne wizje uniwersalistycznej Europy.

## Geneza
Reformy kongregacji Cluny oraz wzmożona chrystianizacja przyczyniły się do powstania wśród dostojników kościelnych idei uniwersalizmu papieskiego, czyli zwierzchności papieża nad władzą cesarską. Decydujące mogło mieć przekonanie, że społeczność chrześcijan musi „funkcjonować”, by w ten sposób zwiększyć swą skuteczność. Na podstawie tego przekonania pojawił się pogląd, że społeczeństwo dzieli się na różne stany, które wypełniają swoje zadania – chłopi troszczyli się o wyżywienie, rycerze bronili królestwa i zapewniali bezpieczeństwo, a duchowieństwo zajmowało się zbawieniem dusz ludzkich. Każdy był zobowiązany do jak najlepszego wypełniania swoich obowiązków oraz optymalizacji poczynań w interesie ludności. Pogląd ten doprowadził do wielkiego wzrostu poczucia własnej wartości wśród kleru, który odpowiadał za zbawienie dusz (a więc zgodnie z myślą ówczesnych czasów wypełniał najważniejszą rolę w społeczeństwie). Związana z tym odpowiedzialność wymagała przestrzegania przez księży nienagannego trybu życia. Z tego powodu zobowiązano kapłanów do przestrzegania celibatu, zwalczano symonię oraz uregulowano wybór papieża (dekret In Nomine Domini z 1059 roku).

## Spór
Na synodzie w 1075 papież Grzegorz VII potwierdził dotychczasowe reformy poprzedniego papieża. W istocie oznaczało to, że władza zwierzchnia będzie należała do papieża. Grzegorz VII zawarł swoje zamierzenia w dokumencie o nazwie Dictatus papae (z 3 lub 4 marca 1075 roku), zawierającym 27 tez poświęconych polityce i zasadom, którymi powinien kierować się Kościół. Były to między innymi:
- papież mógł intronizować i detronizować władców świeckich, w tym również cesarzy[5]
- papież stoi również wyżej w hierarchii kościelnej od metropolitów
- mógł również wyjmować spod posłuszeństwa poddanych władców, którzy postępowali niegodziwie[5]
- to papież dzierżył insygnia władzy cesarskiej[5]

To właśnie przyczyniło się do konfliktu z Henrykiem IV, który dążył do zwierzchnictwa nad papiestwem i wpływu na wybieranie papieży.
Grzegorz VII przez długi czas próbował dojść do porozumienia z Henrykiem IV, jednakże obsadzenie stanowiska arcybiskupa Mediolanu doprowadziło do zaostrzenia konfliktu. Papież zażądał, by Henryk IV uznał papieską nominację, natomiast cesarz uważał, że w celu utrzymania pokoju lepszy byłby inny kandydat. W toku wydarzeń doprowadził on do konfrontacji siłowej. Rozpoczął ją cesarz, ogłaszając 24 stycznia 1076 synod w Wormacji, w odpowiedzi na groźbę klątwy i detronizacji od papieża w liście z 8 grudnia 1075 roku. W odpowiedzi 22 lutego tego samego roku papież obłożył króla i popierających go biskupów ekskomuniką, zwolnił książąt z przysięgi na wierność Henrykowi IV i odebrał cesarzowi królestwo. Do października 1076 roku cesarz całkowicie stracił poparcie feudałów niemieckich. W tej sytuacji Henryk IV zdecydował się na desperacki krok. W środku zimy z 1076 na 1077 rok wyruszył przez Alpy do Kanossy, aby spotkać się z książętami i papieżem. Po trzydniowej pokucie pod murami zamku w Kanossie 22 stycznia 1077 roku Grzegorz VII zdjął z Henryka IV ekskomunikę.
Po uzyskaniu pokuty władca niemiecki natychmiast rozpoczął walkę z papieżem na nowo. Nakłonił przychylnie mu nastawionych biskupów niemieckich i włoskich do ustanowienia nowego antypapieża Klemensa III. Tym samym nie musiał już aż tak obawiać się kolejnej klątwy Grzegorza VII i mógł przystąpić do zbrojnego podporządkowania sobie Rzymu. Nie było to łatwe zadanie, gdyż dopiero w 1084 roku wojska niemieckie zdołały wedrzeć się do Rzymu i dopilnować objęcia stanowiska przez antypapieża i koronacji Henryka IV na cesarza. Grzegorz VII wycofał się do zamku św. Anioła, gdzie z pomocą przyszli mu Normanowie pod przywództwem Roberta Guiscarda; zmusili cesarza do odwrotu, jednak podczas interwencji splądrowali miasto, co nastawiło mieszkańców Rzymu przeciwko papieżowi. Nie mając oparcia w Stolicy Piotrowej, papież Grzegorz VII zmuszony był wyjechać z miasta, skąd udał się wraz z Normanami do Salerno, gdzie też zmarł na wygnaniu w 1085 roku.
Śmierć Grzegorza VII nie zakończyła sporu, który ciągnął się przez cały pontyfikat Urbana II. W roku 1111 następca Henryka IV, Henryk V, porozumiał się z papieżem Paschalisem II. Cesarz zrzekł się inwestytury świeckiej pod warunkiem rezygnacji duchowieństwa z otrzymywanych posiadłości lennych. Układ ten nie doszedł jednak do skutku z powodu oporu duchowieństwa. Henryk V uznał to za niedotrzymanie postanowień układu i uwięził papieża, a ten ustąpił i uznał inwestyturę cesarza za legalną. Po wyjściu na wolność Paschalis pod wpływem otoczenia odwołał swoją poprzednią deklarację.

## Kompromis
Ostatecznie konflikt między cesarstwem a papiestwem został rozwiązany we wrześniu 1122 roku, na mocy konkordatu w Wormacji zawartego między papieżem Kalikstem II a cesarzem Henrykiem V. Postanowienia konkordatu zostały potwierdzone rok później na pierwszym soborze laterańskim.

## Przedstawienia w kulturze
- Spór o inwestyturę został opisany w powieści historycznej „Tiara i korona” Teodora Jeske-Choińskiego.